# Stella di inversione

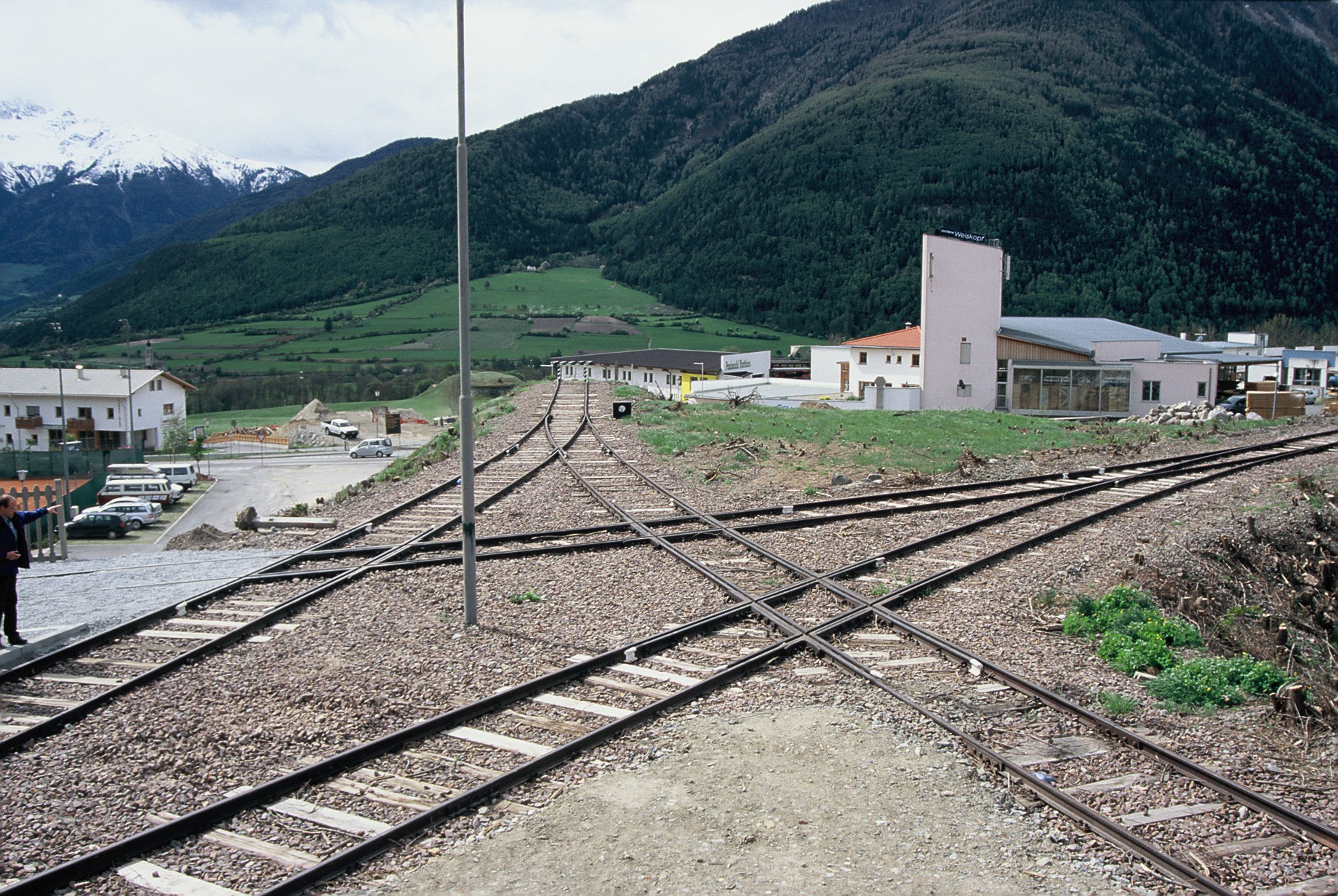
Stella di inversione di Malles

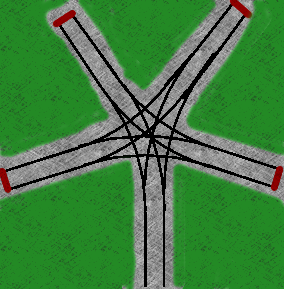
Disegno schematico della stella di inversione

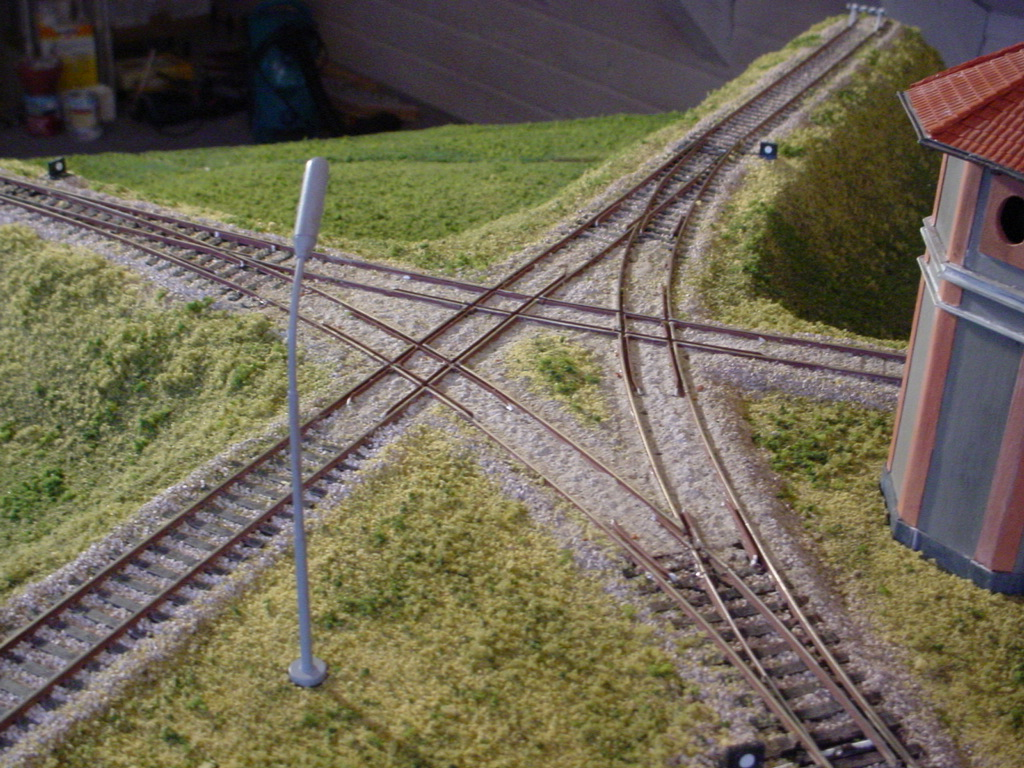
Stella di inversione di un plastico ferroviario

La stella di inversione è una particolare configurazione di binari ferroviari a forma di pentacolo che permette di invertire il posizionamento (regresso) di una motrice ferroviaria asimmetrica (come ad esempio una locomotiva a vapore) in uno spazio limitato.
La stella di inversione è funzionalmente equivalente ad una piattaforma girevole (anche se quest'ultima, oltre all'inversione, può svolgere anche funzioni di smistamento). Identica funzionalità può essere ottenuta tramite una configurazione a stella con un numero arbitrario di punte, purché dispari. Nella realtà, oltre alla stella di inversione a pentagramma, è usato solo il triangolo di regresso. Un'altra possibilità di ottenere lo stesso risultato è data dal cappio di ritorno.
Trattandosi di un impianto fisso, la stella di inversione richiede una minore manutenzione rispetto alla piattaforma girevole e pertanto fu per questa ragione ad essa preferita in alcuni casi. Rispetto al triangolo di regresso, più diffuso negli Stati Uniti, il numero di manovre richiesto è maggiore, ma lo spazio occupato è assai più ridotto. Le dimensioni sono assai minori anche rispetto al cappio di ritorno, che però ha il vantaggio di poter invertire un intero convoglio.
In Italia vi sono state stelle di inversione presso le stazioni di Carbonia Stato, Macomer e di Oristano (in Sardegna), ed in varie località in Trentino-Alto Adige: Malles, San Candido, Brennero. Una era presente anche a Verona Porta Nuova. Le stelle di inversione di Malles e Carbonia sono tuttora in servizio, utilizzate in occasione dell'impiego di treni turistici trainati da locomotive a vapore.

## Tecnica
La stella si compone di cinque segmenti rettilinei, due dei quali sono solitamente collegati al binario principale per l'entrata e l'uscita mentre gli altri tre sono dei tronchini. In alternativa, si può avere un binario di ingresso/uscita e quattro tronchini. Ai vertici del pentagramma si trovano dei deviatoi. La stella è inoltre composta di tre incroci. 
La motrice proveniente dal binario principale entra nella stella dal binario di accesso e procede sul primo tronchino. Dopo aver commutato il deviatoio, la motrice retrocede sul secondo tronchino, per poi avanzare sul tronchino successivo e quindi retrocedere sul binario di uscita, tornando al binario principale con la fronte rivolta nella direzione opposta a quella che aveva in ingresso.

## Localizzazione geografica di alcune stelle di inversione in Italia
- Stazione di Malles: 46.683456°N 10.547317°E

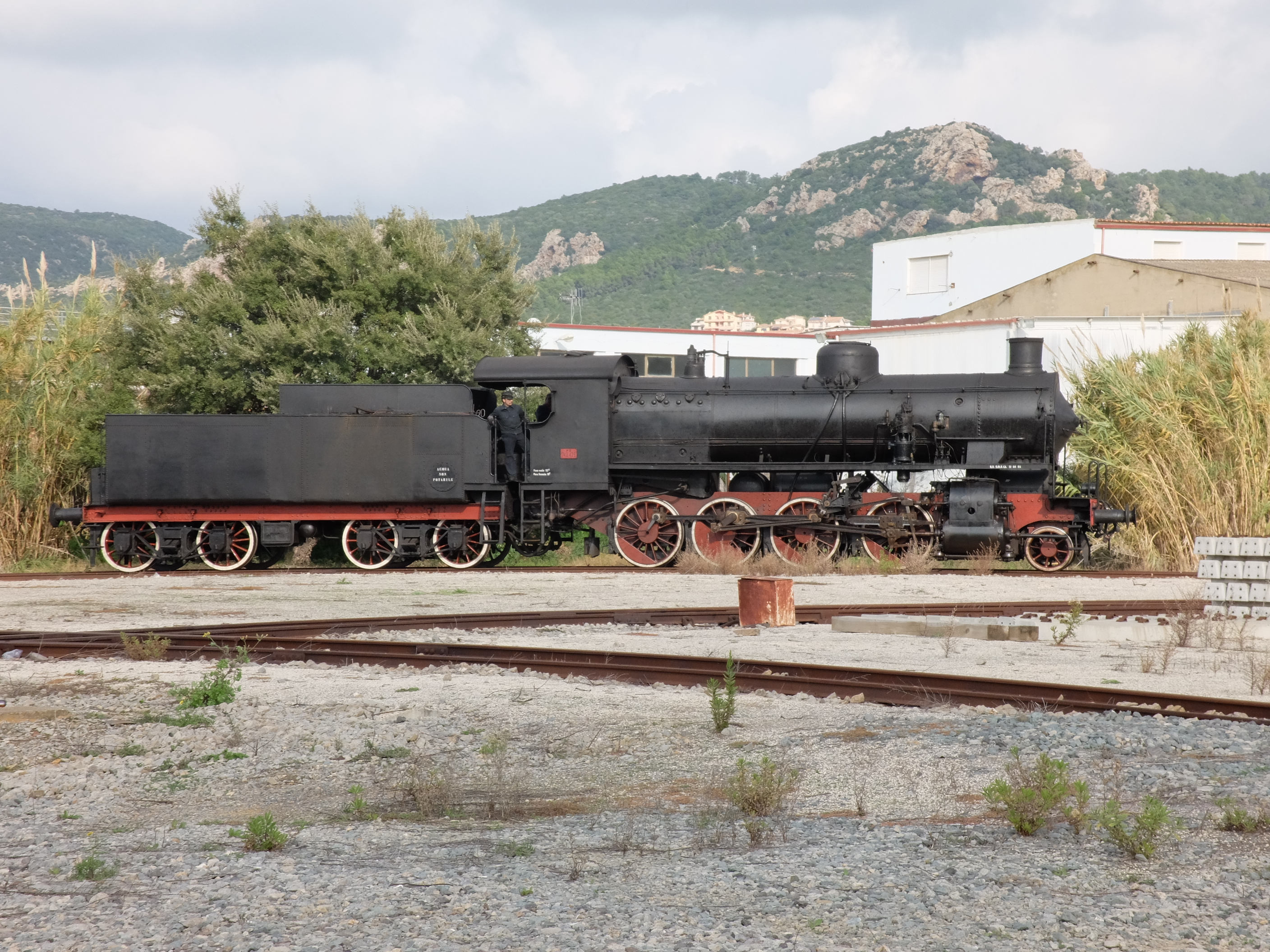
740.423 a Carbonia

- Stazione di San Candido (demolita, è intuibile l'area in cui si trovava): 46.730801°N 12.270668°E
- Stazione di Carbonia Stato: 39.16738°N 8.511385°E
- Stazione di Oristano: (isolata dalla rete nel luglio 2013[1], poi demolita) 39.902278°N 8.606083°E